# 野村真理
野村 眞理（のむら まり、1953年5月30日 - ）は、日本の西洋史学者。専門は、社会思想史・歴史学（東欧史）・地域研究。金沢大学名誉教授。
2003年、日本学士院賞を受賞。日本学術会議会員や日本学術振興会学術システム研究センター主任研究員も務めた。
学位は、博士（社会学）（一橋大学・1994年）。戸籍名は中澤眞理。

## 経歴
山口県生まれ。県立女子高を経て、1976年3月、埼玉大学理学部数学科卒業。同年4月、一橋大学社会学部に入学し、1979年3月卒業。1981年3月、一橋大学大学院社会学研究科修士課程修了。1983年3月、同博士課程中退。一橋大学では良知力の指導を受けた。
2003年『ウィーンのユダヤ人』で日本学士院賞受賞。金沢大学教員としては46年ぶりであった。同年、金沢市文化賞受賞。
2004年、日本学術振興会特別研究員等審査会専門委員。2006年、第20期日本学術会議連携会員、2008年、第21期日本学術会議会員。2014年、大学評価・学位授与機構大学機関別認証評価委員会専門委員。2016年、日本学術振興会学術システム研究センター人文学専門調査班主任研究員。

## 職歴
- 1983年4月～　一橋大学社会学部助手
- 1989年4月～　金沢大学経済学部助教授（経済史学）
- 1996年4月～　金沢大学経済学部教授
- 2006年4月～　同学部長
- 2008年4月～　金沢大学の改組により、人間社会研究域教授、同経済学経営学系長
- 2014年4月～　同人間社会研究域副研究域長
- 2019年4月～　同人間社会研究域経済学経営学系客員研究員（名誉教授）

## 著書

### 単著
- 『西欧とユダヤのはざま：近代ドイツ・ユダヤ人問題』南窓社、1992年。ISBN 978-4-8165-0099-2
- 『ウィーンのユダヤ人：19世紀末からホロコースト前夜まで』御茶の水書房、1999年。ISBN 978-4-275-01788-8
- 『ガリツィアのユダヤ人：ポーランド人とウクライナ人のはざまで』人文書院、2008年。ISBN 978-4-409-51060-5
  - 『ガリツィアのユダヤ人：ポーランド人とウクライナ人のはざまで』（新装版）人文書院、2022年6月。ISBN 978-4-409-51093-3
- 『ホロコースト後のユダヤ人：約束の土地は何処か』世界思想社、2012年。ISBN 978-4-7907-1575-7
- 『隣人が敵国人になる日：第一次世界大戦と東中欧の諸民族』人文書院〈レクチャー　第一次世界大戦を考える〉、2013年。ISBN 978-4-409-51120-6
- 『ウィーン ユダヤ人が消えた街：オーストリアのホロコースト』岩波書店、2023年。ISBN　978-4-00-022245-7

### 共著
- （川名隆史・篠原敏昭）『路上の人びと：近代ヨーロッパ民衆生活史』日本エディタースクール出版部、1987年。ISBN 978-4-88888-128-9
- （大津留厚・森明子・伊東信宏ほか）『民族：近代ヨーロッパの探究（10）』ミネルヴァ書房、2003年。ISBN 978-4-623-03716-2

### 共編著
- （弁納才一）『地域統合と人的移動：ヨーロッパと東アジアの歴史・現状・展望』御茶の水書房、 2006年。ISBN 978-4-275-00423-9
- （川越修・植村邦彦）『思想史と社会史の弁証法：良知力追悼論集』御茶の水書房、2007年。ISBN 978-4-275-00548-9

### 訳書
- メンデル・ノイグレッシェル『イディッシュのウィーン』松籟社、1997年。ISBN 978-4-87984-192-6
- ユーリウス・Ｈ・シェプス編『ユダヤ小百科』石田基広・唐沢徹・北彰ほか共訳、水声社、2012年。ISBN　978-4-89176-922-2
- ヤヌシュ・コルチャク『コルチャク ゲットー日記』田中壮泰・菅原祥・佐々木ボグナ監訳、野村真理・細見和之ほか訳、みすず書房、2023年。ISBN　978-4-622-09660-3

## 雑誌論文
- 「西欧市民社会の歴史哲学とユーデントゥーム：19世紀ドイツの文献を中心として」『一橋研究』7(2)、1982年、101-116ページ。
- 「後期モーゼス・ヘスにおけるユダヤ民族への回帰をめぐって」『一橋論叢』93(5)、1985年、618-638ページ。
- 「シオニズム草創期の西欧における東欧ユダヤ人の影」『一橋論叢』100(2)、1988年、247-262ページ。
- 「自由主義的ユダヤ人解放論とシオニズム：東欧ユダヤ人問題をめぐって」『社会思想史研究』13号、1989年、81-93ページ。
- 「西欧とユーデントゥームのはざま：第一次世界大戦期におけるドイツ・ユダヤ人の諸問題」『歴史学研究』594号、1989年、64-75,79ページ。
- 「ハインリヒ・グレーツにおけるユダヤ的アイデンティティの諸問題：トライチュケ論争をめぐって」『社会思想史研究』14号、1990年、118-129ページ。
- 「ドイツユダヤ人と東欧ユダヤ人問題 1914-1933」『金沢大学経済学部論集』11(1)、1990年、151-180ページ。
- 「「ハプスブルグ神話」と世紀末ウィーンのユダヤ人：同化ユダヤ人のアイデンティティ問題をめぐって」『金沢大学経済学部論集』12(2)、1992年、191-220ページ。
- 「ゼーリヒのために：戦間期ウィーンのユダヤ人」『現代思想』22(14)、1994年、30-46ページ。
- 「半アジアからサラエヴォによせて」『現代思想』23(7)、1995年、188-201ページ。
- 「ヨーロッパ・永遠のユダヤ人の鏡像」『学鐙』98(3)、2001年、20-23ページ。
- 「フェルキッシュ・ナショナリズムの行方：ハンナ・アーレントの「帝国主義」を読む」『現代思想』29(8)、2001年、196-207ページ。
- 「ウィーンのユダヤ人：同化と異化のはざまで」『歴史学研究』755号、2001年、125-134ページ。
- 「杉原ビザとリトアニアのユダヤ人の悲劇」『歴史と地理』581号（「世界史の研究」202号）2005年、1-17ページ。
- 「1941年リーガのユダヤ人とラトヴィア人：ラトヴィア人のホロコースト協力をめぐって」『金沢大学経済論集』(前篇)30(1)、2009年、219-246ページ。(後篇)30(2)、2010年、175-200ページ。
- 「ナチ支配下ウィーンのユダヤ人移住におけるウィーン・モデルとゲマインデ」『ユダヤ・イスラエル研究』28号、2014年、24-34ページ。
- 「ホロコーストとルーマニア」『金沢大学経済論集』(前篇)36(1)、2015年、1-33ページ。(後篇)36(2)、2016年、5-44ページ。
- 「ユダヤ人ネットワークの実像と虚像：「世界イスラエル連合」から『シオン賢者の議定書』へ」『東欧史研究』38号、2016年、73-79ページ。
- 「ミンスクのホロコースト:ユダヤ人抵抗運動の成果と限界」『金沢大学経済論集』(前篇)39(1)、2018年、1-28ページ。(後篇)39(2)、2019年、7-37ページ。